# جوليان بيير
جوليان بيير (بالفرنسية: Julien Pierre)‏ هو لاعب اتحاد الرغبي فرنسي، ولد في 31 يوليو 1981 في روديز في فرنسا.

## وصلات خارجية
- جوليان بيير عل موقع إسبنسكروم (الإنجليزية)
- جوليان بيير على موقع ItsRugby.co.uk (الإنجليزية)